# Selenicereus chrysocardium
Selenicereus chrysocardium là một loài thực vật có hoa trong họ Cactaceae. Loài này được (Alexander) Kimnach miêu tả khoa học đầu tiên năm 1991.

## Hình ảnh

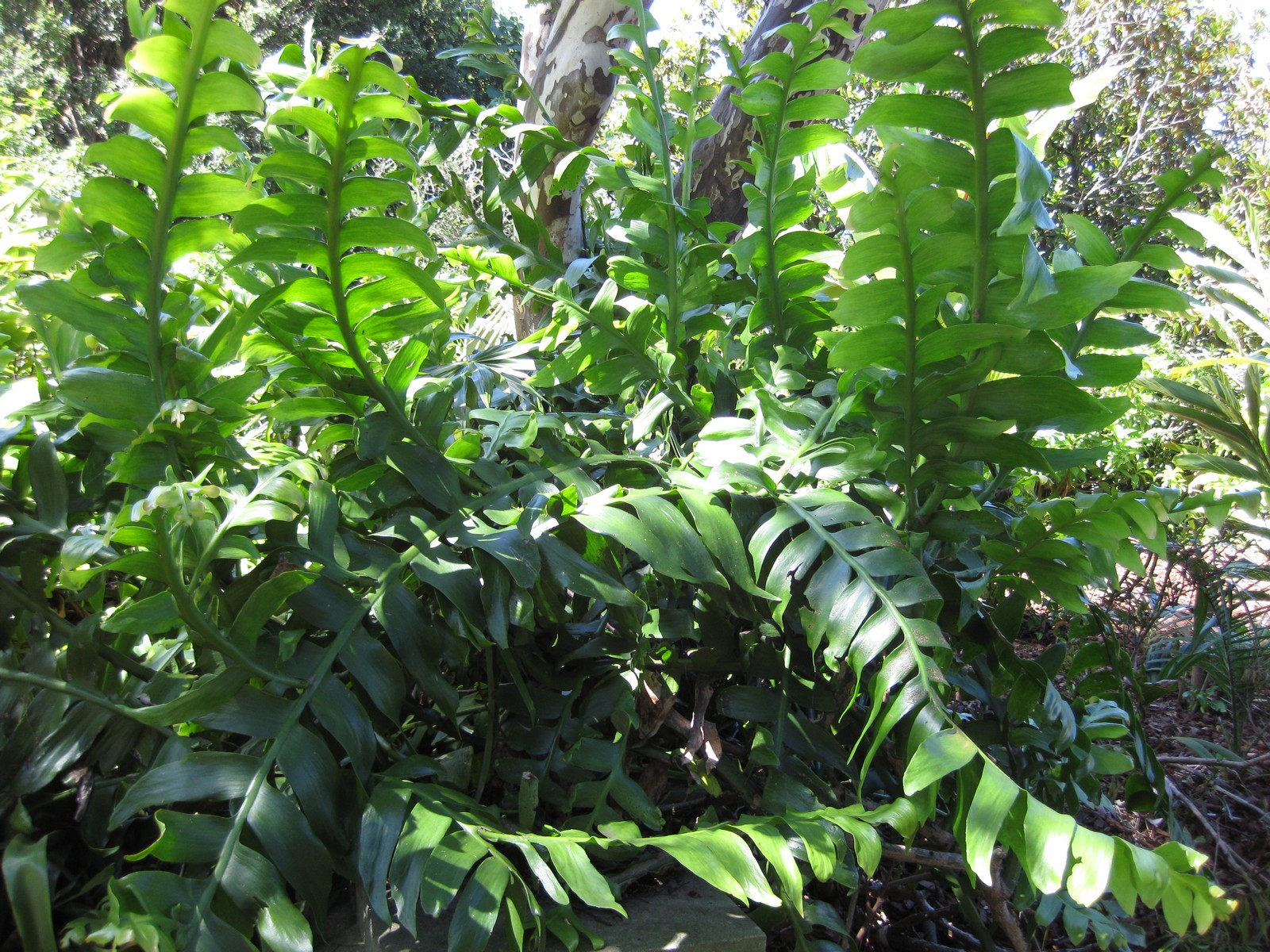
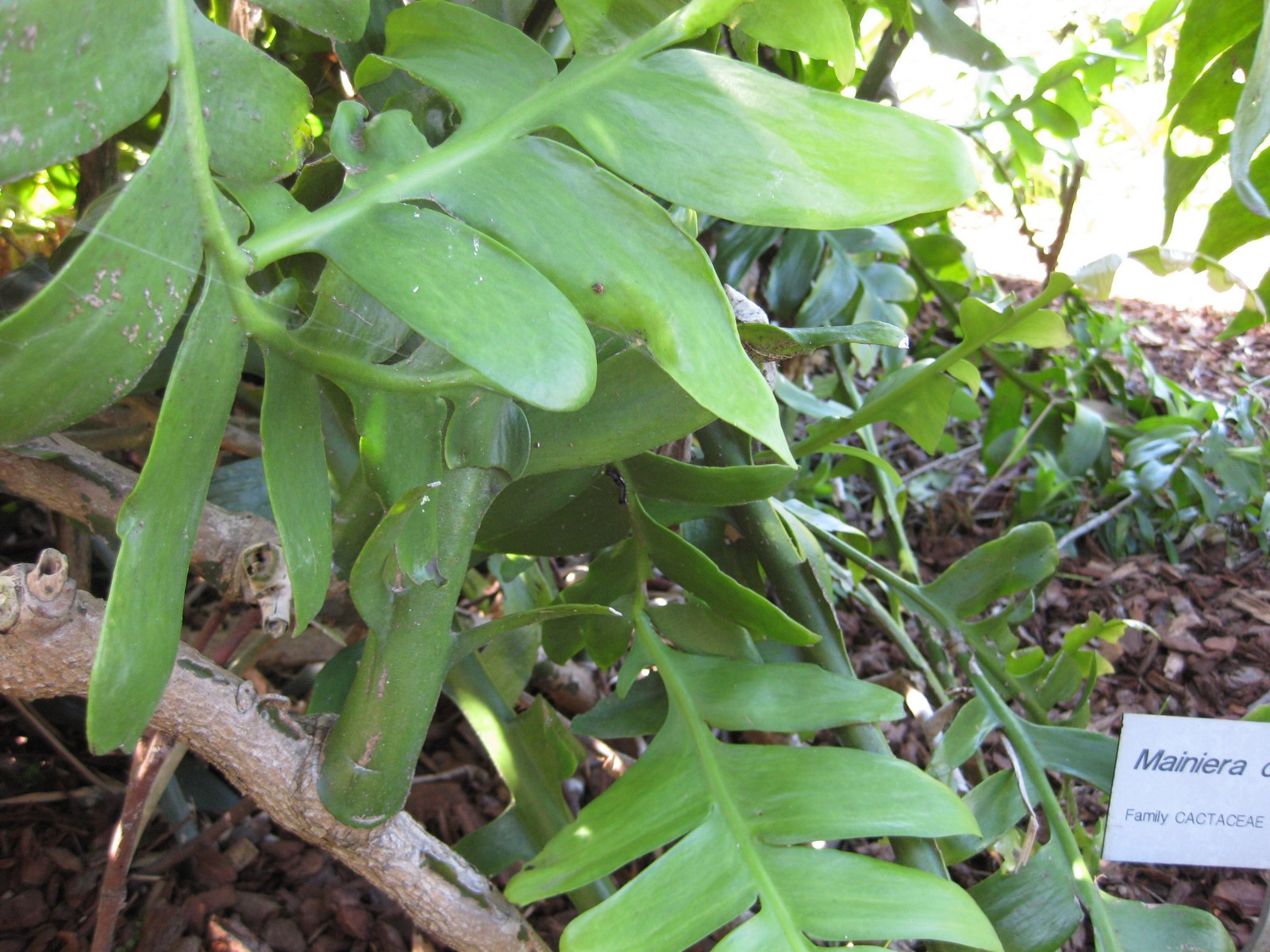
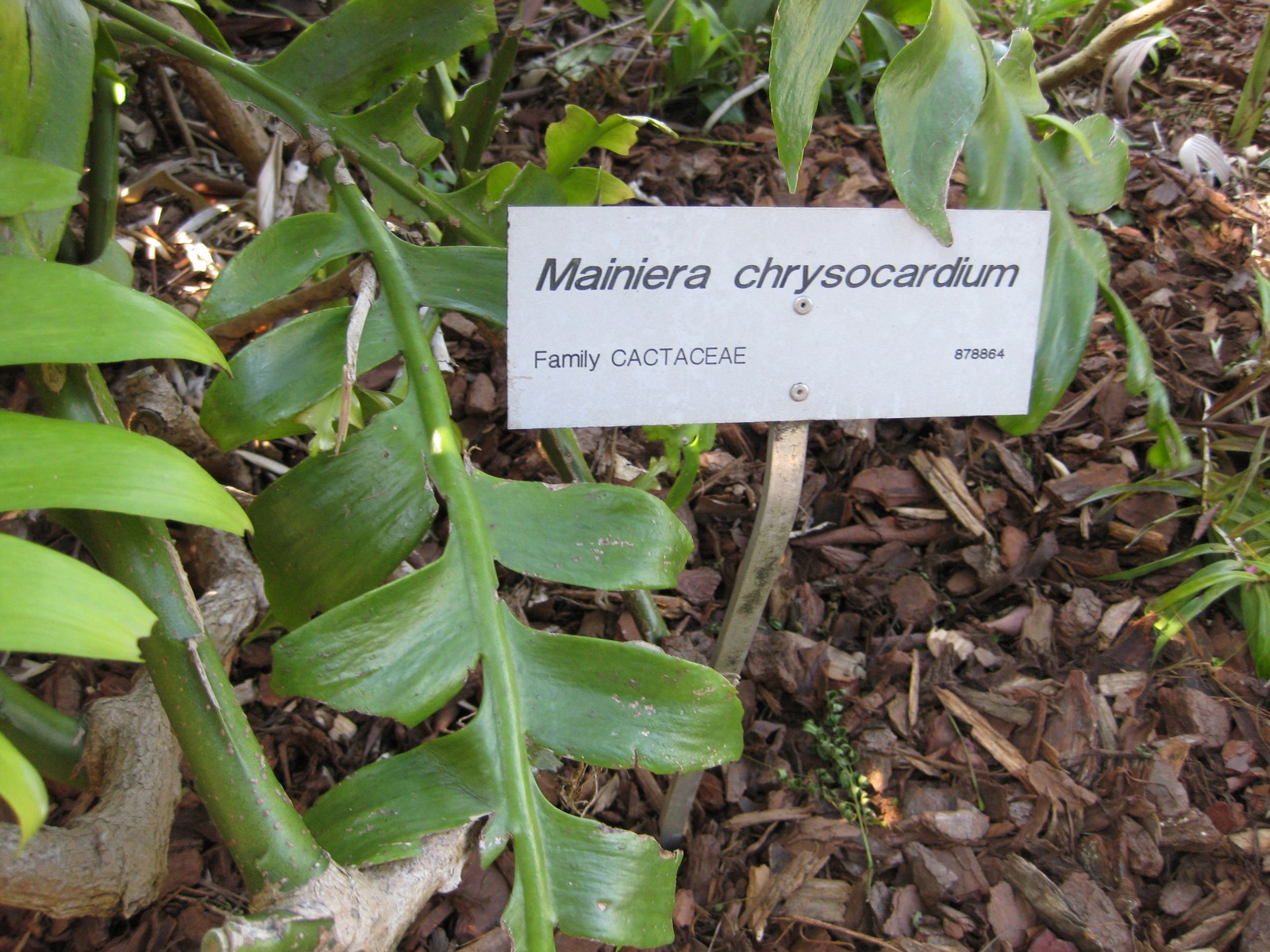
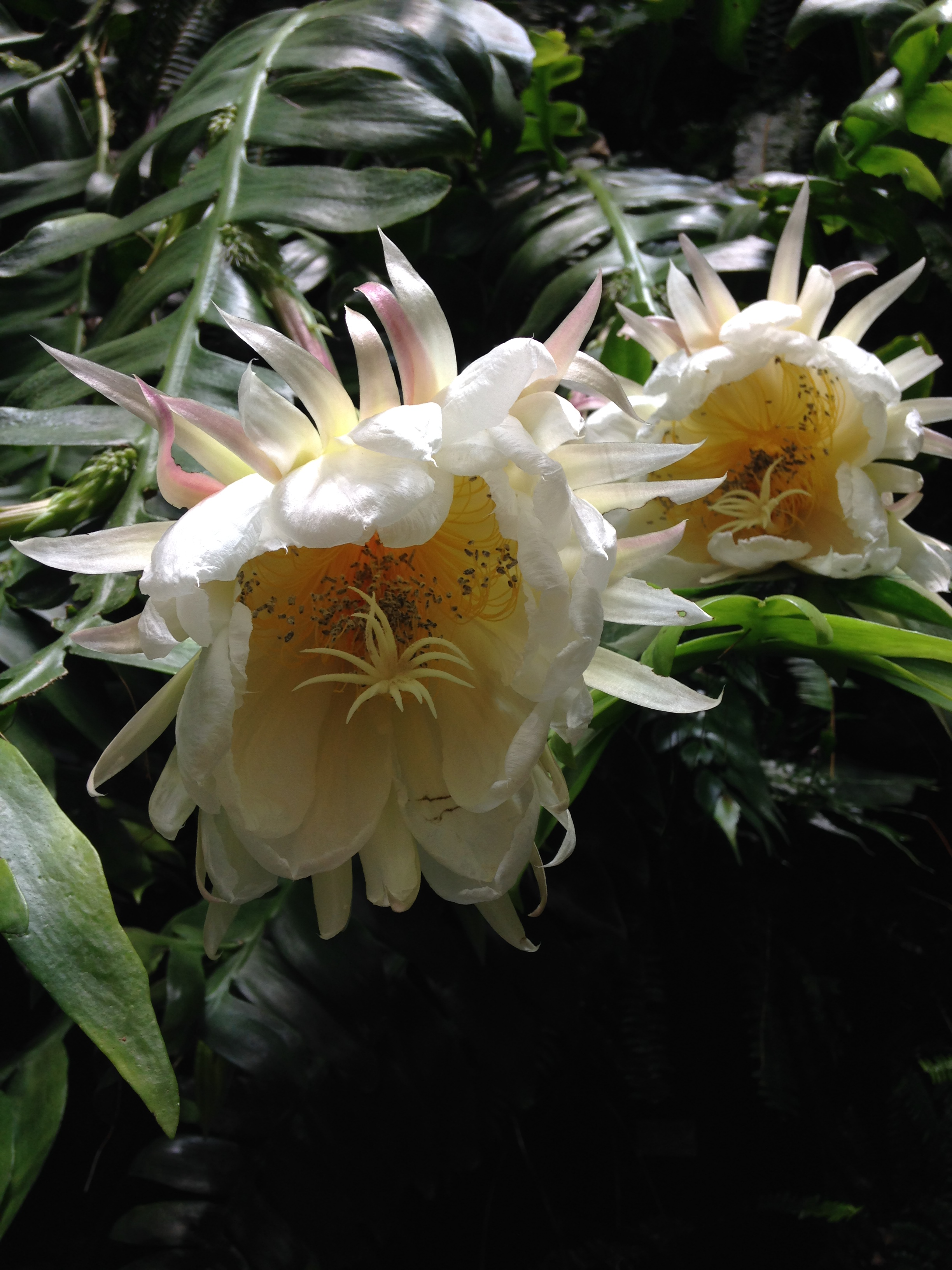